# МАЗ-2000
МАЗ-2000 «Перестро́йка» — прототип модульного магистрального автопоезда Минского автомобильного завода, обладающий на момент создания рядом уникальных технических решений.
Имеющий размерность и назначение обычного седельного автопоезда, грузовик отличался революционной модульной конструкцией без подразделения на седельный тягач и полуприцеп и мог наращиваться модулями в большие конфигурации.
Впервые публично был представлен в 1988 году на Парижском автосалоне, где был награждён золотой медалью за выдающиеся технические решения. Стал первым советским грузовиком, отвечающим жёстким требованиям международных стандартов для магистральных автопоездов.
Снаряжённая масса базового автопоезда составила 12 тонн, полная масса — 33 тонны (41 тонна с трёхосной задней тележкой). Объём грузовой платформы равнялся 83 м³, что на 5—10 м³ больше, чем у автопоездов классической конструкции той же длины.
Благодаря поворотности тягового модуля неподвижная кабина и грузовой отсек слитно объединены в один блок, что кардинально улучшило аэродинамику автопоезда, а также увеличило объём кузова. Низкий коэффициент лобового сопротивления МАЗ-2000 сделал его в тот момент самым обтекаемым автопоездом как в СССР, так и в Европе. Улучшенная аэродинамика способствовала существенному улучшению топливной экономичности и динамических характеристик грузовика.
Прототип автопоезда нового поколения также имел следующие инновационные для 1980-х годов технические решения: обтекатели колёс, аэродинамичная форма кабины и стеклопластиковые панели.
Некоторые технические решения МАЗ-2000, например, ровный пол кабины, панорамное лобовое стекло и кабина, отделенная от шасси, вопреки распространённому заблуждению, хоть и являлись для советского автомобилестроения революционными, но всё же были заимствованы с концепт-кара Renault Virages VE-10, представленного в 1985 году.
В начале 1990-х годов в США и Японию были проданы лицензии на модульную конструкцию такого автопоезда.
Последний раз МАЗ-2000 публично демонстрировался в 2002 году в Минске в парке им. Горького на выставке «Автоэкзотика». Специально для этой выставки грузовик был отреставрирован на МАЗе.

## История создания и производства
Разработка МАЗ-2000 была начата в 1985 году. Главный конструктор концептуального автопоезда — Михаил Степанович Высоцкий. Под его руководством была создана группа из молодых специалистов, которой была поставлена задача создать магистральный грузовик XXI века. Во время разработки нового грузовика было запатентовано более тридцати новых изобретений. Первый опытный образец автомобиля был готов в 1986 году. Автомобиль несколько раз менял свой внешний облик:
- Первый построенный опытный образец имел головные и дополнительные противотуманные фары расположенные на корпусе тягового модуля и красную полосу опоясывающую нижнюю часть грузовика начиная от корпуса тягового модуля и заканчивая декоративными корпусами между колесами, а так же в заднем свесе. Колеса при этом были открыты, имели декоративные колпаки а над ними располагались брызговики. Двери кабины открывались против хода.
- Затем цвет полосы изменился на синий, колеса закрыли декоративными корпусами, центр между колесами наоборот открыли заменив декоративные корпуса ограждением. Тент при этом стал нести эмблему МАЗа и слова написанные на латинице «Minsk» и «Perestroyka», а обтекатель кабины V/O «Avtoexport». Именно в таком виде МАЗ-2000 был представлен на Парижском автосалоне 1988 года.
- Третий вариант оформления заключался в установки головных фар на нижнюю часть передней стенки кабины, а корпус тягового модуля получил вентиляционные сетки. Оба опытных образца перекрашивались несколько раз, один из них носил даже эмблему Совтрансавто. Наконец в начале 2000-х один из них, тот который сейчас стоит перед проходной автозавода был выкрашен в ярко красный цвет.

На МАЗе была начата подготовка к серийному производству МАЗ-2000, но распад СССР привёл к остановке проекта.
Всего было построено два прототипа МАЗ-2000 (6×2 и 8×2), первый из которых был разрезан на металлолом в 2004 году, а второй, как памятник, был установлен у центральной проходной Минского автозавода в 2010 году.

## Описание конструкции

### Модуль кабины
Комфорт кабины обеспечивался ровным полом, панорамным лобовым стеклом и необычайно высокой для советских грузовиков крышей. Также в список оборудования вошли кондиционер, телевизор, магнитола, поворотное сиденье второго водителя, столик, холодильник, электроплита для приготовления пищи, УКВ-радиостанция и камера заднего вида.

### Тяговый модуль
В переднем ведущем тяговом модуле установлены двигатель, коробка передач, ведущий мост, подвеска колёс и рулевое управление. Надрамник кабины соединён с рамой полуприцепа с помощью запорного механизма. Тяговый модуль выполнен поворотным относительно кузова и кабины. Поворот осуществляется с помощью мощных гидроцилиндров.
В качестве двигателя был выбран 6-цилиндровый рядный MAN D2866 мощностью 290 л. с. Переключение 12-ступенчатой КПП МАЗ осуществлялось с помощью электронного джойстика. Благодаря значительно улучшенной, по сравнению с классическим автопоездом, обтекаемости МАЗ-2000 развивал до 120 км/ч.
Колёса имеют размерность R22.5. Подвеска всех колёс — независимая пневматическая. Тормоза — пневматические, с АБС.

## Модификации
- МАЗ-2000 колёсной формулы 6×2
- МАЗ-2000 колёсной формулы 8×2

## Оценка проекта
Достоинства
- Больший (на 5—10 м³) объём кузова по сравнению с автопоездами классической конструкции.
- Улучшенная аэродинамика, благодаря минимальному зазору между кабиной и кузовом, значительно улучшила топливную экономичность и скоростные качества автопоезда[2].

Недостатки
- Необычная конструкция затрудняет управление в стеснённых условиях (больше риск зацепить другие автомобили в плотном дорожном потоке). Для улучшения манёвренности были использованы сложные оригинальные системы соединения кабины с тяговым модулем и рулевого управления.
- Сложность обслуживания и ремонта двигателя и других агрегатов, расположенных в тяговом модуле

Общий вывод
Главной особенностью МАЗ-2000 стала идея модульности — использование взаимозаменяемых тяговых и грузовых модулей для многократного увеличения грузоподъемности автопоезда без наращивания мощности отдельно взятого тягового модуля и двигателя. Например, автопоезд с двумя кузовами и двумя тяговыми модулями имел расчётную полную массу около 80 тонн.
М. С. Высоцкий в газете «Социалистическая индустрия» так описывал особенности конструкции МАЗ-2000:

Основа перспективного автомобиля — грузовая секция. Спереди к ней пристыковывается кабина, а снизу крепятся колесные тележки, передняя из которых — поворотная, с двигателем. Эти тележки можно будет менять, как под пассажирскими вагонами на пограничных станциях.
К примеру, перед высокогорным участком трассы можно выкатить неведущую колёсную тележку и заменить её моторной. В горах машина будет трудиться с дополнительным двигателем, а на обратном пути оставит его на той же автобазе. Меняя число модулей, можно будет превращать машину в длинный автопоезд, увеличивать и уменьшать грузоподъемность, мощность…

Филипп Ван Дорен, корреспондент бельгийской газеты «Lloyd Anversois», дал следующую характеристику МАЗ-2000:

Звездой Парижского салона, бесспорно, стала «Перестройка», прототип грузового автомобиля советских конструкторов минского автозавода. Он интересен как своим полностью нетрадиционным замыслом, так и идеей, заключённой в названии автомобиля: ветер перемен подул и в области грузового автомобилестроения.
Нам кажется, что советская промышленность свои исследования направляет на создание модульных конструкций как в области космических исследований, так и в других сферах хозяйственной деятельности. Специалисты МАЗа при создании прототипа автопоезда пошли тем же путём: дать большее количество вариантов транспортных средств на основе взаимозаменяемости модулей. Это интересное решение привело к рождению автомобиля, не имеющего прецедента в мировой практике.
Во всяком случае, одна вещь очевидна: он поразил всех. Как своей конструкцией, так и смелостью поступка.

Несмотря на ряд преимуществ, схема модульного автопоезда не нашла применения нигде в мире из-за необходимости коренным образом переделывать инфраструктуру грузоперевозок, а также пересматривать стандарты, регламентирующие технические требования к грузовикам.
По мнению некоторых экспертов, идея модульного многозвенного автопоезда может стать востребована в случае системного создания международного транспортного коридора из Европы на Дальний Восток.